# Трагедія спільного

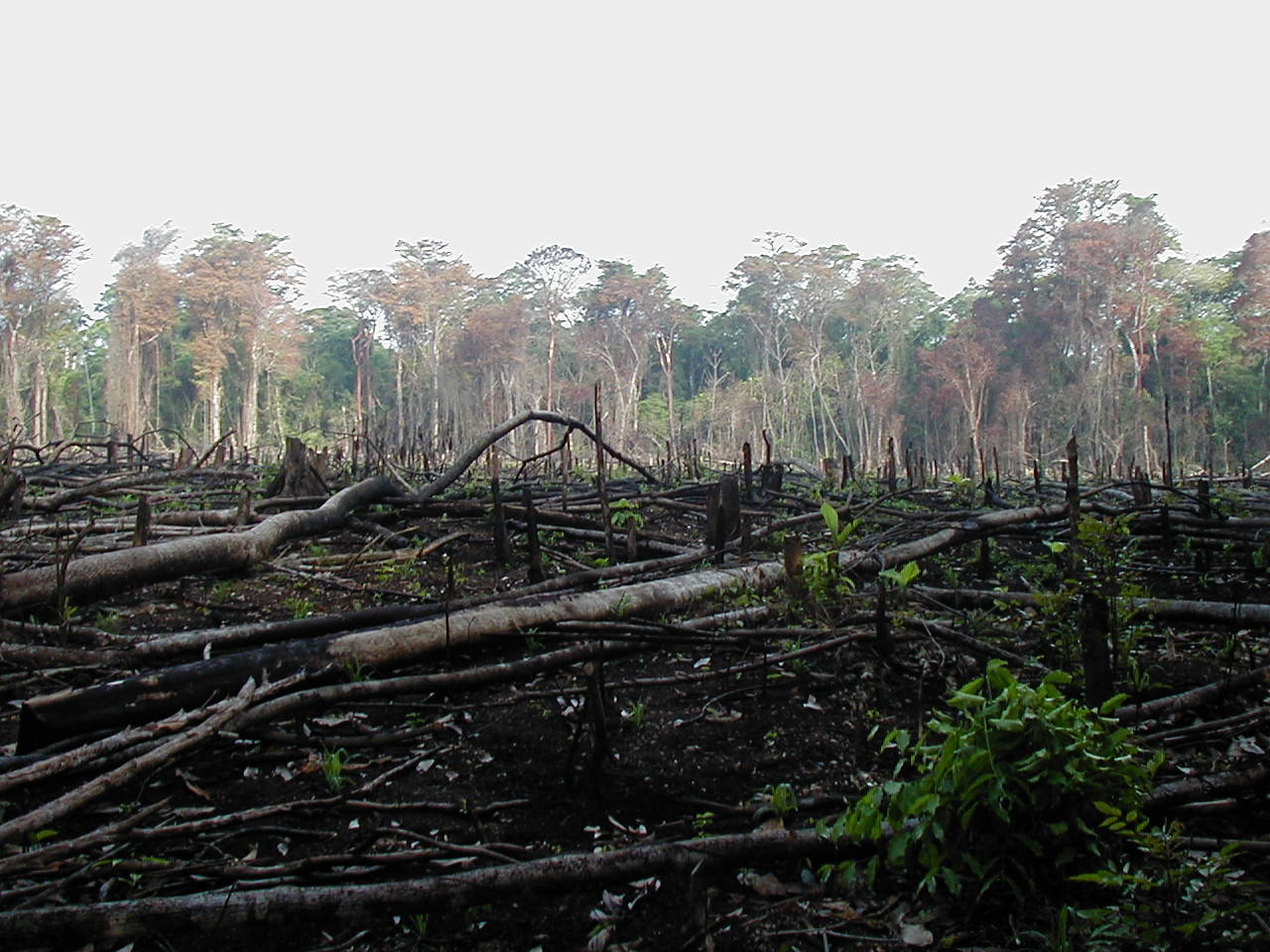
Очищення тропічного лісу для сількогосподарських потреб в південній Мексиці

Траге́дія спі́льного, трагедія спільнот, трагедія громад, трагедія громадського поля (англ. Tragedy of the commons) — рід явищ, пов'язаних з суперечністю між особистими інтересами та суспільним благом. Здебільшого йдеться про проблему надмірного використання суспільного блага. Термін «трагедія спільного» походить із книги Вільяма Форстера Лойда 1833 року про населення. Термін популяризував Ґаррет Гардін у статті «Трагедія громадського надбання» для наукового журналу «Science».
Трагедія спільнот показує як вільний доступ до ресурсу може повністю його знищити через надмірне використання, оскільки користувачі ресурсу отримують прибуток, а проблеми пов'язані з перевикористанням лягають на всіх користувачів.

## Трагедія спільного в статті Ґаррета Гардіна
Трагедія спільного має відношення до дилеми, яка була описана у впливовій статті Ґаррета Гардіна, яку опублікував журнал Science в 1968 році.
Ця стаття описує ситуацію, в якій багато індивідів, дії яких є незалежними, раціональними та стосуються лише власних інтересів, вичерпають спільні ресурси, навіть якщо кожен з цих індивідів не зацікавлений в подібному сценарії.
Центральним прикладом в статті Гардіна є гіпотетична і спрощена ситуація, яка полягає в тому, що існує пасовище, спільне для групи людей, що випасають корів на ньому. В інтересах кожного пастуха випасати додаткову корову на цій ділянці землі, навіть якщо корів занадто багато і додаткові корови призведуть до погіршення якості пасовища. Пастух отримає вигоду від додаткової корови, а недоліки погіршення пасовища розділяє вся група. Якщо всі пастухи зроблять таке рішення (раціональне з погляду індивіда), то спільний ресурс (пасовище) буде зруйнованим. У результаті індивідуальних інтересів щодо спільного ресурсу, вся група людей, які розділяють цей ресурс, може його втратити. Висновок Гардніна — приватизація ресурсів, тобто просто уникнення трагедії спільного.
Статтю Гардіна критикують на основі того, що він не розглядає історичний аспект спільних ресурсів, культурних традицій і не надає увагу різниці між спільною власністю і відкритим доступом до ресурсів. Подальші роботи Елінор Остром та інших стверджують, що висновок про приватизацію ресурсів не є єдиним і оптимальним розв'язком проблеми.
Головний висновок, який робить Ґаррет Гардін у своєму есе полягає в тому, що для того, щоб зупинити спустошення Землі людьми, необхідно впровадити тотальний контроль над народжуваністю.
Пізніше Гарет Гардін переглянув свій погляд, уточнивши, що те, що він описав, насправді було «трагедією некерованого спільного».

## Приклади

### Пасовище
Припустимо, існує якась сільська громада, у якої є тільки одне доступне пасовище. На ньому всі члени громади можуть пасти худобу скільки завгодно. Випас худоби зменшує кількість трави, що росте на ньому та, відповідно, вигоди від скотарства.
Кожен член громади може збільшити число своєї худоби, збільшити свій власний дохід, при цьому родючість пасовища скоротиться незначно. Однак якщо всі члени громади зроблять те ж саме, пасовище стане вже набагато гірше. Якщо ж член громади зменшить свій випас, родючість поля збільшиться, але його особистий виграш від цього буде набагато менший, ніж втрачений дохід.
Виходить, що всім членам громади вигідно тільки збільшувати використання пасовища, і ні на крок не відступати.

### Надмірний вилов риби
Риба у відкритому океані (поза межами територіальних вод) може вважатися «нічийною власністю», тому її промисел доступний всім потенційним учасникам без винятку і практично без контролю. Прагнучи максимізувати свій особистий дохід від рибної ловлі, риболовні компанії направляють дедалі більше суден на вилов риби, але оскільки чисельність ресурсу обмежена, то складність її вилову збільшується через дедалі більшу конкуренцію рибалок. Це змушує рибалок збільшувати свої зусилля з вилову риби та призводить до зниження прибутку всіх учасників ринку і, врешті решт, до вичерпання ресурсу. Кінцевим результатом неконтрольованого вилову є зникнення риби та банкрутство компаній, що займається риболовлею.

### Проксі-сервер
Схожа ситуація спостерігається з доступом в інтернет через погано налаштований проксі-сервер. Коли пропускна здатність каналу ділиться порівну між з'єднаннями, користувач може збільшити відведену йому смугу пропускання, збільшуючи кількість з'єднань (наприклад, користуючись великою кількістю одночасно відкритих вікон браузера або менеджером закачувань). Якщо це роблять одночасно велика кількість користувачів, пропускна здатність кожного окремого з'єднання зменшується настільки, що вебсерфінг стає утрудненим.
Для розв'язання цієї проблеми в проксі-серверах є інтелектуальні засоби поділу смуги пропускання між користувачами.
В обох випадках потрібен хтось (старійшина і адміністратор проксі-сервера відповідно), який регламентує використання загального ресурсу і не дає нікому його експлуатувати надміру.